# Halászlé

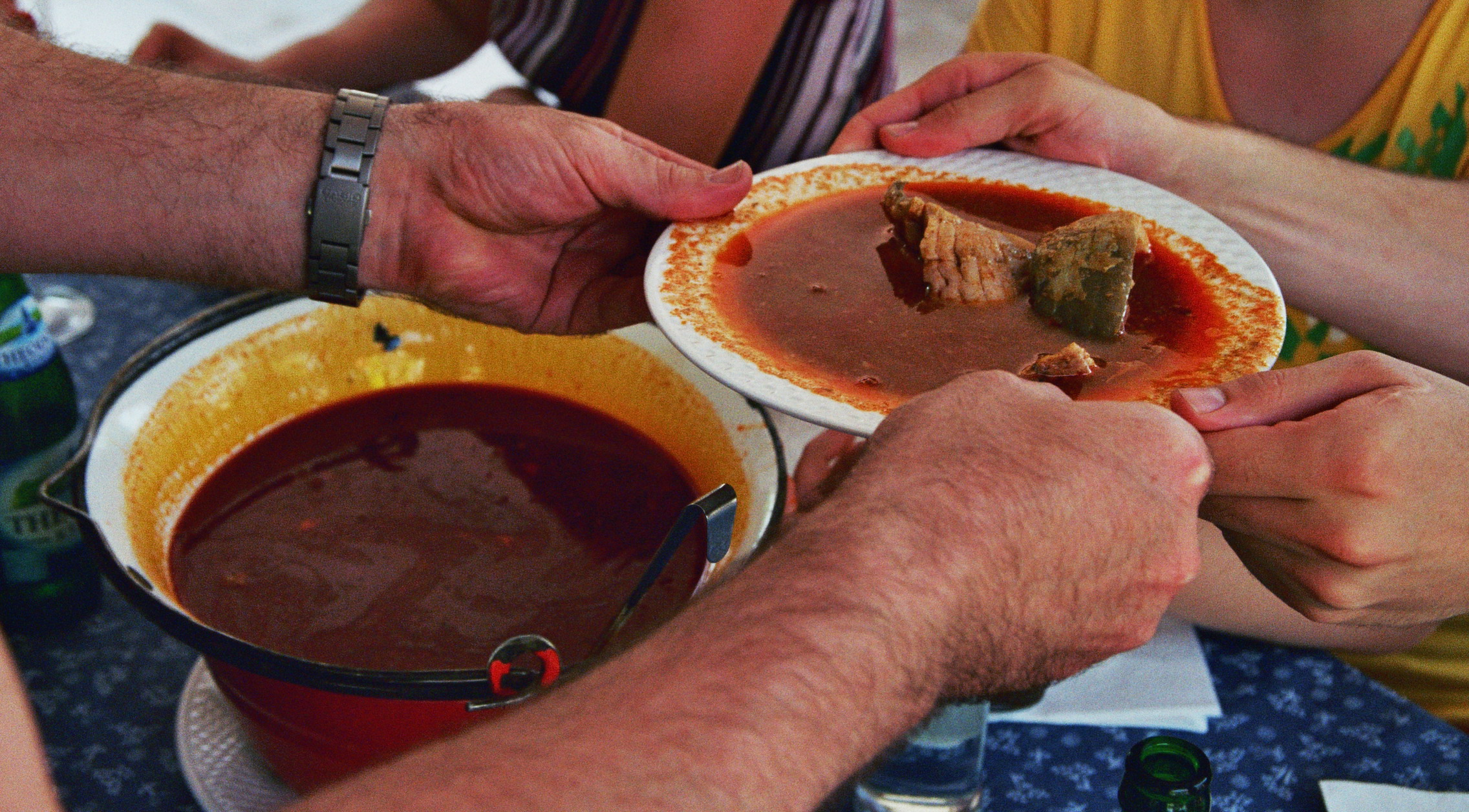
Halászlé

Halászlé je maďarská rybí polévka, charakteristická pro kuchyň Panonské pánve a regiony v okolí Dunaje a Tisy. Kvůli použití pálivé papriky, halászlé je jedno z nejostřejších jídel Evropského kontinentu.[zdroj?]

## Složení

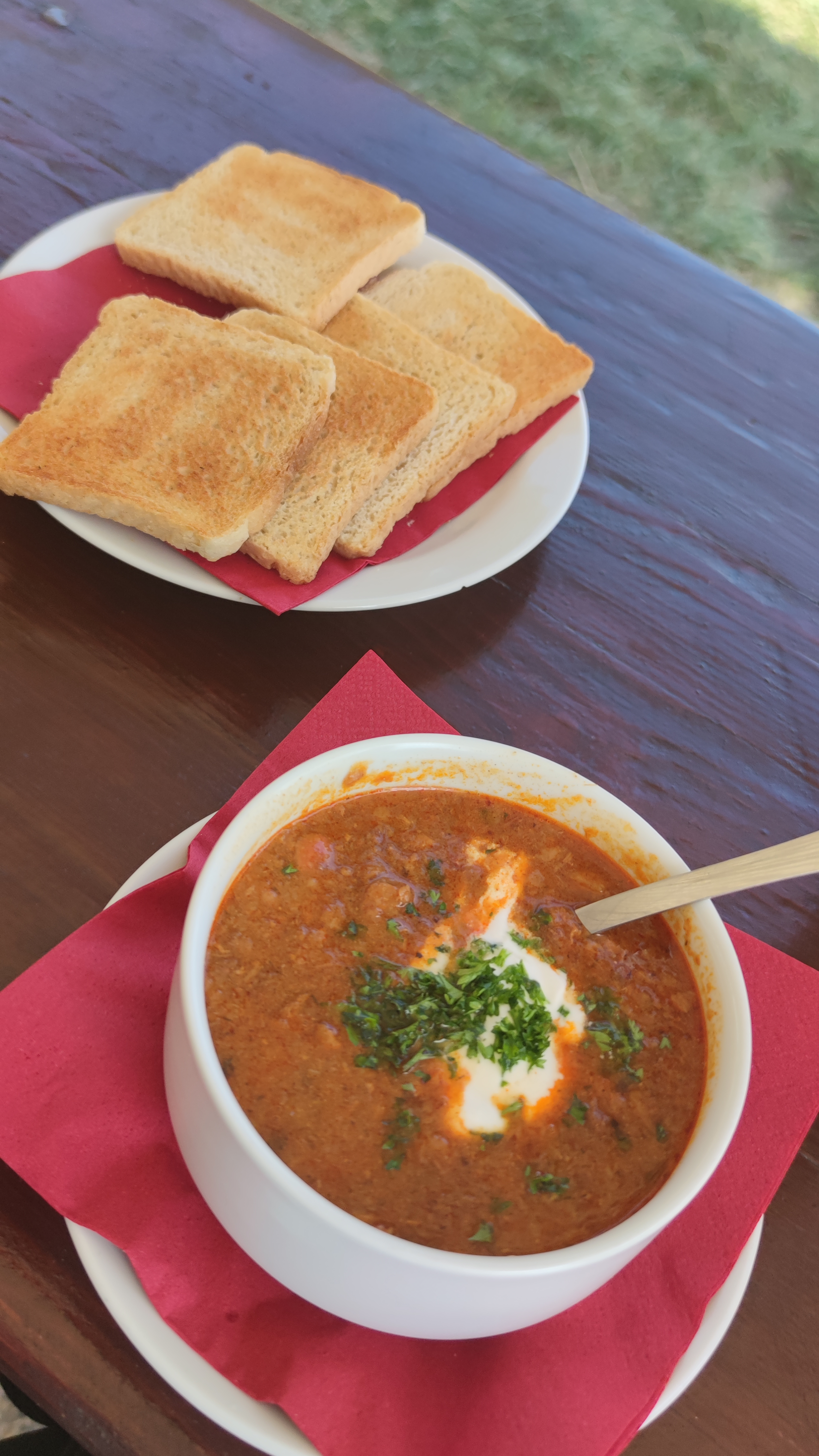
Halászlé

Vaří se ze směsi ryb (nejčastěji sumci a kapři) spolu se zeleninou (cibule, brambory, rajče jedlé, paprika) a kořením (pálivá paprika). Do přecezného vývaru s vykostěným rybím masem se nakonec zavaří těstoviny (obvykle flíčky). Podává se s bílým pečivem.